# Christina Rossetti
Christina Georgina Rossetti (ur. 5 grudnia 1830 w Londynie, zm. 29 grudnia 1894 tamże) – angielska poetka i prozatorka. Pisywała też artykuły do pisma Prerafaelitów „The Germ”.
Christina Rossetti urodziła się w Londynie, jako jedno z czworga dzieci Frances Polidori i poety Gabriele Rossettiego, wykładowcy języka włoskiego w King’s College. Była siostrą malarza i poety Dante Gabriela Rossettiego. W 1848 była zaręczona z Jamesem Collinsonem, ale do małżeństwa nie doszło z powodu jego konwersji na katolicyzm. W 1853 roku po tym, jak jej ojciec przeszedł na emeryturę, próbowała prowadzić wraz z matką szkołę, ale działalność ta trwała jedynie rok. W latach 60. związana była z Charlesem Cayleyem, jednak związek ten rozpadł się z powodów religijnych. Zmarła na nowotwór w 1894 roku.

## Twórczość
- Goblin Market (1862)
- The Prince's Progress (1866)
- Commonplace and Other Stories (1870)
- Sing-Song, kinderversjes (1872)
- Annus Domini (1874)
- A Pageant and Other Poems (1881)
- New Poems (1896, edycja pośmiertna)

Podobnie jak jej brat Christina Rosetti była przede wszystkim znakomitą sonecistką. W piśmie Athenaeum krytyk stwierdził: She resembles her brother in the rich artistry of her work. Przykładem wersyfikacyjnego kunsztu poetki może być sonet After death (Po śmierci). Utwór ten realizuje model klasycznego pięciorymowego sonetu włoskiego ze schematem abba abba cde edc. Ten układ występował u Dantego Alighieri, a w literaturze polskiej u Sebastiana Grabowieckiego.
The curtains were half drawn, the floor was swept
And strewn with rushes, rosemary and may
Lay thick upon the bed on which I lay,
Where through the lattice ivy-shadows crept.
He leaned above me, thinking that I slept
And could not hear him; but I heard him say,
‘Poor child, poor child’: and as he turned away
Came a deep silence, and I knew he wept.
He did not touch the shroud, or raise the fold
That hid my face, or take my hand in his,
Or ruffle the smooth pillows for my head:
He did not love me living; but once dead
He pitied me; and very sweet it is
To know he still is warm though I am cold.
Sonet był ulubioną formą poetki. Cykl sonetowy Monna innominata poetka nazwała sonetem sonetów (A sonnet of sonnets). Zbliża się on kompozycyjnie do wieńca sonetów. Wszystkie wiersze z tego cyklu mają po dwa motta, jedno z Dantego a drugie z Petrarki. Poetka sięgnęła też po niezwykle trudną formę ronda, które zostało przywrócone od łask w twórczości Prerafaelitów, a u nas stało się popularne w okresie Młodej Polski. Wersyfikacyjna architektura ronda jest widoczna oczywiśscie dopiero przy zacytowaniu utworu w całości:
Sleeping at last, the trouble and tumult over,
Sleeping at last, the struggle and horror past,
Cold and white, out of sight of friend and of lover,
Sleeping at last.
No more a tired heart downcast or overcast,
No more pangs that wring or shifting fears that hover,
Sleeping at last in a dreamless sleep locked fast.
Fast asleep. Singing birds in their leafy cover
Cannot wake her, nor shake her the gusty blast.
Under the purple thyme and the purple clover
Sleeping at last.
(Sleeping at last)
Poetka używała też między innymi strofy dziewięciowersowej abbbabaaa (Life and death), ośmiowersowej ababcdcd (Paradise) i sześciowersowej aaabab (The prince's progress), trójwersowej aaa (A royal princess) i różnych zwrotek czterowersowych.
Kilka swoich utworów zadedykował poetce Algernon Charles Swinburne.
Wiersze Christiny Rossetti tłumaczyli na język polski:
Stanisław Barańczak: https://milosc.info/christina-rossetti/
Ryszard Mierzejewski: http://www.libertas.pl/wiersze_christina_rossetti_1830_1894.html